# ヨーロッパ・エコロジー
ヨーロッパ・エコロジー（フランス語: Europe Écologie）とは、フランスにおける2009年欧州議会議員選挙において結成された環境主義的政治運動の名称である。この連合は2010年の地域圏議会議員選挙でも候補者を擁立した。
連合は2007年の春に数多い指導者に発生された。旧緑の党（Les Verts）と団結的な地方と民族の連合（Fédération Régions et Peuples solidaires）と有名な協会員の連合である。環境主義的な経済転換を切望する。
2009年の欧州議会議員選挙における好成績（16.18％）の結果、連合が2010年3月の地域圏議会員選挙まで存在した。2010年11月13日、旧緑の党と合併してヨーロッパ・エコロジー＝緑の党（EELV）となった。

## 2009年欧州議会選挙
1984年と1989年の欧州議会議員選挙と違って、2009年選挙では1979年のように緑の党メンバーとは別の候補者リストを作成した。2010年の地域圏議会議員選挙も同じ。
環境主義の連合はダニエル・コーン＝ベンディットのアイディアから2008年で発生した。

### 作り方と連合のはじめ
2008年10月20日、パリのアフリカ芸術のダッパー博物館で行われた記者会見の場ではダニエル・コーン＝ベンディットの懇願からはじまった。欧州議会議員選挙の連合は20名に書かれた6枚のページのマニフェストに置く。人間開発を新しくして、環境主義と社会的なヨーロッパのために宣伝。食事や金融や社会的な危機に面するから、現代の国際化の方を皆の環境主義者を集まりながら開発制度を変化したいという意見を伝える。2009年3月16日は8000個のサインを迎えた。

#### 欧州議会議員選挙の結果の説明
多い記者は有名な方のサポートは大切な影響といった。また、社会党と民主運動の弱い結果は二つの政党の有権者が今回の選挙のためヨーロッパ・エコロジーに投票したと思わせる。それは社会党がサルコジ大統領の政策に反対のキャンペーンだけしそうなのだった。選挙後の週でよく見つけた別の説明ある。選挙の日は日曜日だったが、金曜日は公立チャネールに有名な映画家のホームという環境主義的な映画の放送の日だった。数多い左翼の政治家は、結果の後、ホーム映画は有権者の態度に影響を与えたとよくコメントした。

## 2010年の地域圏議会議員選挙
欧州議会議員選挙の結果を受け、連合は地域圏議会議員選挙においても、全ての地域圏で候補者を擁立した。欧州議会議員選挙と同じ名前を持って、そのものほかの政党と連合しないが、欧州議会議員選挙の連合の政党からの員を立候補リストに入れる。個別的に、連合にない政党から。立候補リストには緑の党のメンバーではない人は5割を占めていた。
二票の時、ヨーロッパ・エコロジーの立候補リストは別の左翼のリストと一つになるつもりだった。だが、連合の内は中道主義の国民運動との関係についての多い論争行われている。